# Venta por pisos
Venta por pisos es una película española, comedia coral dirigida por Mariano Ozores, y estrenada en 1971. Refleja el boom inmobiliario de finales de los años 60 en España.

## Argumento
Narra las historias paralelas de cuatro familias que pretenden comprarse un piso. Margarita trata de casarse con Ernesto, a pesar de las reticencias de este, por eso aceptan el préstamo de una tía suya que quiere lo mejor para su sobrina.
Federico aspira a la plaza de jefe de relaciones públicas de su empresa y su jefe le aconseja que cambie de piso, que la empresa le facilitará la entrada.
Emilia y Lorenzo son dos viudos que quieren casarse de nuevo ante la oposición de sus hijos.
Antonia y Loreta regentan una casa de citas, pero la hija de Loreto quiere venir a Madrid a estudiar en la universidad por lo que estas deben dejar el negocio y comprar un piso.

## Reparto
- Concha Velasco ... Margarita
- María Asquerino ... Emilia
- Antonio Ozores ... Federico
- Laly Soldevila ... Ana
- Pedro Osinaga ... Ernesto
- Rafaela Aparicio ... Antonia
- Florinda Chico ... Loreto
- María Kosty ... Carlota